# Pedro de Palol
Pedro de Palol (* 25. Januar 1922 in Girona; † 4. Dezember 2006 in Barcelona) war ein spanischer Archäologe.
De Palol studierte an der Universität Barcelona und promovierte in Madrid. 1956 wurde er Professor an der Universität Valladolid und 1970 in Barcelona. Drei Bücher von ihm wurden ins Deutsche übersetzt: Frühchristliche Kunst in Spanien, Die Goten. Geschichte und Kunst in Westeuropa und Spanien. Kunst des frühen Mittelalters vom Westgotenreich bis zum Ende der Romanik.

## Schriften (Auswahl)
- Spanien. Kunst des frühen Mittelalters vom Westgotenreich bis zum Ende der Romanik. Hirmer, München 1965.
- Die Goten. Geschichte und Kunst in Westeuropa. Belser, Stuttgart 1990, ISBN 3-7630-1742-9.